# Лихтенштајн на Европском првенству у атлетици на отвореном 1962.
Лихтенштајн је учествовао на 7. Европском првенству у атлетици на отвореном 1962. одржаном у Београду од 12. до 16. септембра. Ово је било 6. европско првенство у атлетици на отвореном на којем је Лихтенштајн учествовао. Репрезентацију Лихтенштајна представљала су два спортиста  који су се такмичили у три дисциплине.
На овом првенству представници Лихтенштајна нису освојили ниједну медаљу нити су оборили неки рекорд.

## Учесници
Мушкарци:
- Руди Мат — 400 м
- Хуго Валсер — 800 м, 1.500 м

## Резултати

### Мушкарци
| Атлетичар   | Дисциплина | Лични рекорд | Квалификације | Квалификације | Полуфинале            | Полуфинале            | Финале                | Финале       | Детаљи   |
| Атлетичар   | Дисциплина | Лични рекорд | Резултат      | Место         | Резултат              | Место                 | Резултат              | Место        | Детаљи   |
| ----------- | ---------- | ------------ | ------------- | ------------- | --------------------- | --------------------- | --------------------- | ------------ | -------- |
| Руди Мат    | 400 м      |              | 50,5          | 4. у гр. 1    | Нису се квалификовали | Нису се квалификовали | Нису се квалификовали | 24 / 24      | стр 391. |
| Хуго Валсер | 800 м      |              | 1:56,8        | 4. у гр. 4    | Нису се квалификовали | Нису се квалификовали | Нису се квалификовали | 19 / 23 (24) | стр 391. |
| Хуго Валсер | 1.500 м    |              | 4:01,8        | 9. у гр. 2    |                       |                       | Није се квалификовао  | 23 / 23      | стр 391. |